# Milizia nazionale della strada
La Milizia nazionale della strada era una specialità della Milizia Volontaria per la Sicurezza Nazionale destinato alla sorveglianza della circolazione stradale, attivo dal 1928 al 1945, in seguito trasformato nella Polizia stradale.

## Storia ed organizzazione
Il progetto per creare uno specifico corpo militarizzato preposto alla sorveglianza del traffico stradale, venne sottoposto al governo Mussolini, nel 1927, dal Reale Automobile Club d'Italia. Respinta in prima istanza, la proposta venne riconsiderata e approvata l'anno successivo.
Istituita con RDL 26 novembre 1928 n. 2716, quale specialità della Milizia Volontaria per la Sicurezza Nazionale come "Milizia della strada", fu posta alle dipendenze dell'AASS e rinominata "Milizia nazionale della strada" nel 1932.
In quell'anno aveva già raggiunto una notevole efficienza organizzativa, nei compiti istituzionali di assicurare la disciplina della viabilità, "proteggere e difendere il patrimonio stradale dello Stato contro le manomissioni, gli abusi e i danneggiamenti, provvedere alle informazioni concernenti lo stato delle strade e alla rapida segnalazione delle eventuali loro interruzioni, nonché prestare assistenza e soccorso automobilistico agli autoveicoli lungo le arterie di grande turismo". Nel 1932 erano impiegati 31 ufficiali, 431 fra sottufficiali e truppa e 304 automezzi, in gran parte motociclette, su una rete stradale di circa 21.000 km, che avevano percorsi 4.330.000 km ed elevate 151.795 contravvenzioni, per un importo di Lire 3.549.725, a fronte dell'ammontare complessivo delle spese per il funzionamento degli automezzi di Lire 1.000.638.
Era composta da un comando centrale e da cinque ispettorati (Milano, Bologna, Terni, Roma e Bari), dai quali dipendevano diciannove reparti. Un reparto speciale autonomo era di stanza a Tirana, inquadrato nella Milizia fascista albanese.
Ogni ispettorato era retto da un centurione ed ogni reparto da un capomanipolo. È stata comandata dal console generale Ugo Leonardi ed aveva una forza di settecento uomini.
Aveva per motto Tege et rege (Proteggi e dirigi) e il compito di curare la disciplina della circolazione ed il servizio di polizia stradale, di vigilare per la rete delle strade statali, sulla conservazione delle segnalazioni esistenti, di provvedere al servizio di informazioni concernenti la sicurezza della viabilità e di provvedere al soccorso automobilistico. Oltre confine suoi reparti motorizzati hanno partecipato con brillanti risultati operativi ad azioni belliche in A.O.I. e Spagna. Durante la seconda guerra mondiale è stata impegnata in Grecia e in Russia.
Dopo la caduta del fascismo e la costituzione della Repubblica Sociale Italiana, fu costituita la Guardia Nazionale Repubblicana della strada, su tre gruppi compagnie motorizzate (a Varedo, Manerbio e Velo d'Astico).

## Uniforme
Il personale della Milizia della strada vestiva l'uniforme grigioverde della MVSN. Si distingueva per le filettature azzurre delle fiamme nere, dei fregi e delle controspalline. Come per tutta la MVSN, i fascetti littori sostituivano sulle fiamme le stellette delle Regie Forze Armate. Il personale aveva in dotazione il casco di cuoio nero con bordo imbottito per il servizio in motocicletta.
Il fregio, portato sul fez nero e sul berretto rigido,era costituito da un fascio littorio alato, racchiuso tra due rami d'ulivo sormontati dalla corona d'Italia. Nel tondino azzurro posto sotto il fascio era riportato il numerale romano del reparto.

## Ordine di battaglia
| Unità                                                     | Sede              | Reparti |
| --------------------------------------------------------- | ----------------- | --- |
| 1º Gruppo reparti                                         | Torino            | 1º Reparto stradale (Torino) 2º Reparto stradale (Milano) 3º Reparto stradale (Genova)                                    |
| 2º Gruppo reparti                                         | Bologna           | 4º Reparto stradale (Bologna) 5º Reparto stradale (Padova) 6º Reparto stradale (Bolzano) 7º Reparto stradale (Trieste)    |
| 3º Gruppo reparti                                         | Roma              | 8º Reparto stradale (Firenze) 9º Reparto stradale (Ancona) 10º Reparto stradale (Perugia) 12º Reparto stradale (L'Aquila) |
| 4º Gruppo reparti stradali                                | Napoli            | 11º Reparto stradale (Potenza) 13º Reparto stradale (Caserta) 14º Reparto stradale (Bari)                                 |
| 5º Gruppo reparti stradali                                | Palermo           | 15º Reparto stradale (Catanzaro) 16º Reparto stradale (Palermo) 17º Reparto stradale (Catania)                            |
| Reparto stradale autonomo                                 | Roma              | |
| Reparto stradale autonomo                                 | Cagliari          | |
| Reparto stradale autonomo                                 | Tirana (Albania)  | |
| Comando speciale di pubblica sicurezza stradale dell'Urbe | Roma              | |
| Centurie mobilitate                                       | 8ª Armata (ARMIR) | |

## Il campionato
Già dal 1930 il servizio nella Milizia della strada fu riconosciuto equivalente a quello di leva e per tale motivo divenne il corpo in cui si arruolarono molti piloti motociclisti dell'epoca, che avevano così la possibilità di mantenersi e allenarsi durante il lavoro.
Prestarono servizio nella Milizia della strada grandi nomi del motociclismo sportivo dell'epoca, come Omobono Tenni, Mario Benigni, Nello Pagani, Gastone Berardi, Dario Ambrosini, Mario Barsanti, Dorino Serafini, Enrico Lorenzetti, Ugo Prini, Ferdinando Balzarotti, Guglielmo Sandri, Giuseppe Matucci (III su Morini al Gran Premio motociclistico d'Olanda 1950), Athos Matucci e molti altri.
Con una simile abbondanza di campioni era inevitabile creare un'attività sportiva interna al Corpo che si concretò negli anni trenta con il campionato motociclistico della milizia che si svolgeva in un'unica gara annuale, subito divenuta una competizione seguitissima dal pubblico e dalla stampa per l'impressionante numero di partecipanti d'alto lignaggio sportivo.
Tale gara prevedeva la partenza a motore spento, su veicoli della milizia con equipaggiamento d'ordinanza, senza possibilità di modifiche. Anche i piloti dovevano indossare la divisa e il casco di servizio. Le moto, tutte della stessa marca e modello, venivano assegnate per sorteggio, poco prima della gara.

## Curiosità
- Dorino Serafini e Gastone Berardi, in servizio di pattuglia nel 1940, decisero di fermarsi in un'osteria per rifocillarsi. Lasciate incustodite le due Moto Guzzi 500 GTC con le armi fissate ai veicoli, subirono il furto dei moschetti d'ordinanza loro affidati. Solo la grande popolarità di Serafini, fresco campione d'Europa, salvò la coppia dall'essere deferita alla Corte marziale.